# La tierra y la sombra

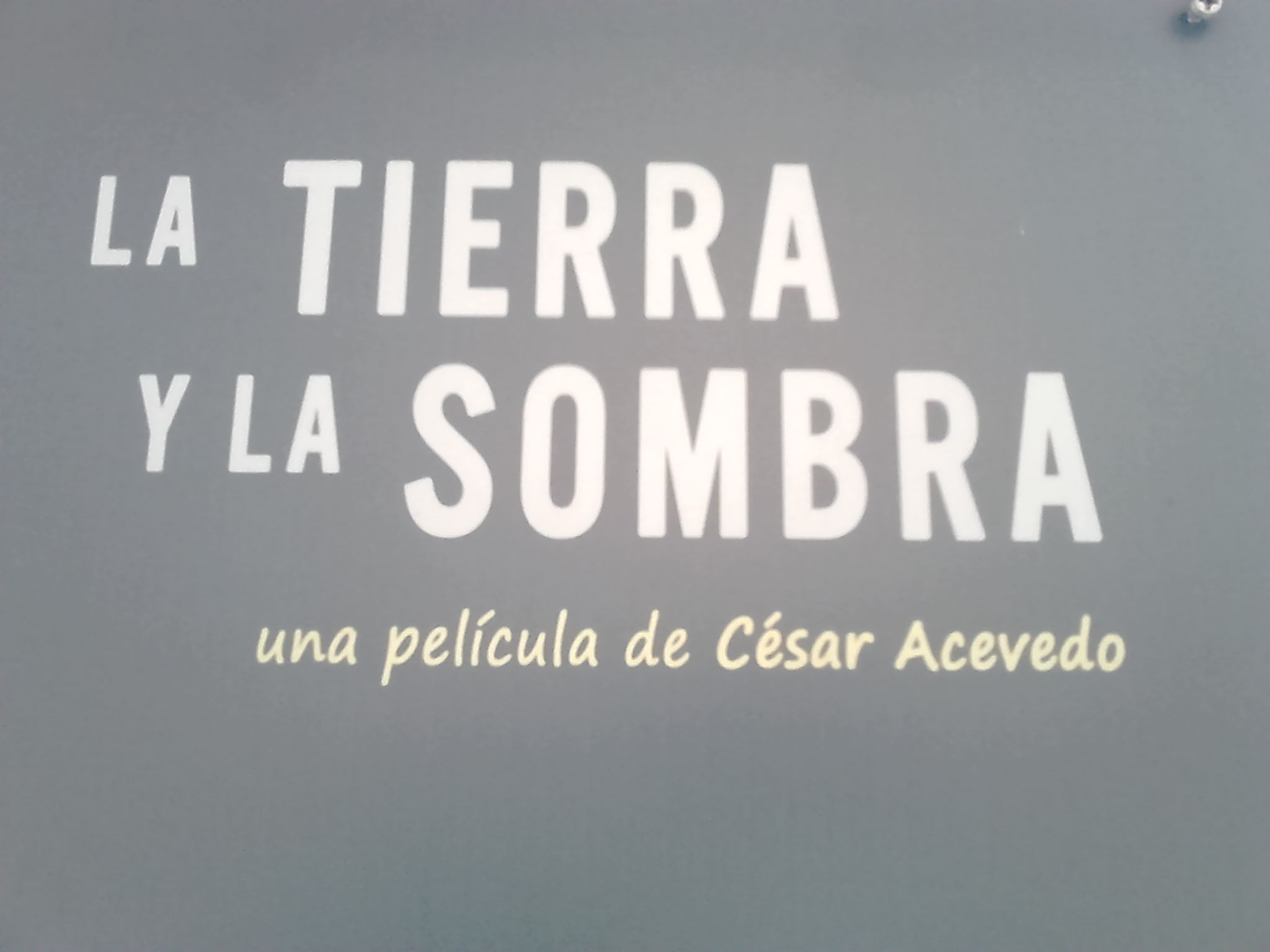

La tierra y la sombra es una película dramática colombiana, escrita y dirigida por César Augusto Acevedo, premiada en el festival de Cannes de 2015 con la Caméra d'or, el premio Révélation France 4 y SACD en el marco de la semana internacional de la critica. Es la 10.ª película realizada por la empresa productora colombiana Burning Blue, que con esta película se presentaba por cuarta vez consecutiva en el Festival de Cine de Cannes, siendo punta de lanza en la internacionalización del cine colombiano.
En 2016 ganó los premios a Mejor Película y Mejor Director en los Premios Macondo, entregados por la Academia Colombiana de Artes y Ciencias Cinematográficas.

## Sinopsis

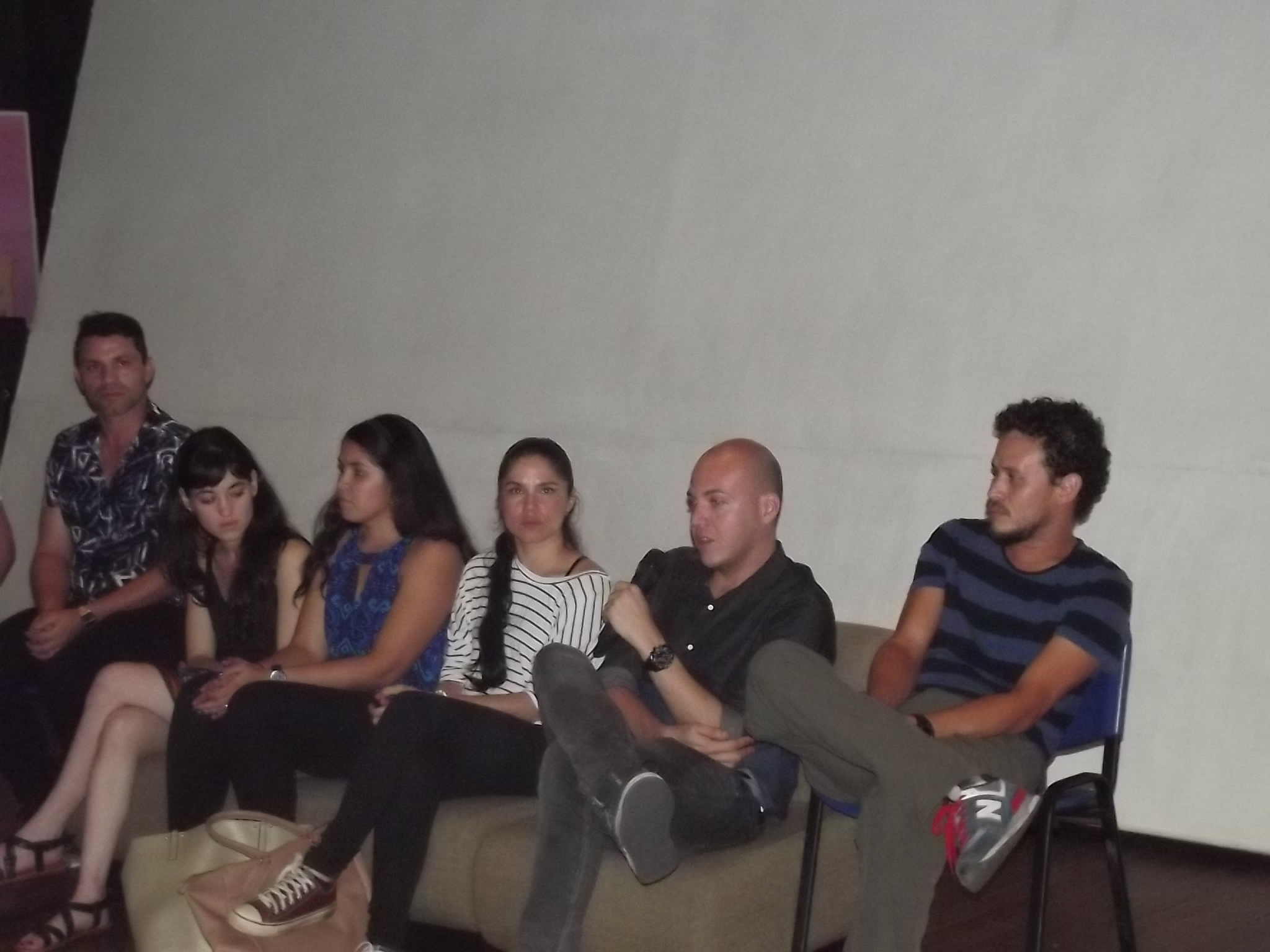
Equipo de La tierra y la sombra durante la presentación de la película en el Museo La Tertulia de Cali.

Alfonso es un viejo campesino que retorna después de 17 años al hogar que abandonó debido a que su único hijo padece una grave enfermedad. Al llegar descubre que todo lo que alguna vez conoció ya no existe, pues el monocultivo de la caña de azúcar arrasó con todas las fincas de la región. Lo único que aún se mantiene casi intacto como lo guardaba en su memoria, es su antiguo hogar: La humilde casa blanca y el pequeño banco que está a la sombra del viejo e imponente samán. Pero a pesar de que esto lo hace susceptible a sus recuerdos, Alfonso debe afrontar que regresa como un extraño, pues su familia hace mucho tiempo dejó de esperarlo.
Su arribo terminará despertando viejas pasiones y odios en el corazón de Alicia, su exmujer, quien siempre se ha negado a abandonar su propiedad a pesar de que una amenaza invisible recorre aquellos imponentes laberintos de la caña, llenándolo todo con signos de destrucción y muerte. Alfonso, al comprender que toda su familia corre un gran riesgo, intentará acercarse a ellos antes de que sea demasiado tarde, y hará todo lo posible por tratar de salvarlos, aunque eso implique borrar toda huella de su existencia.
La historia, la memoria y la identidad de todos estará a punto de desaparecer bajo una paradójica idea de progreso y sólo un gran sacrificio les brindará la oportunidad de reconciliarse y comenzar una nueva vida lejos de ese lugar donde todas las esperanzas parecen haberse perdido.

## Reparto
- Haimer Leal como Alfonso.
- Hilda Ruiz como Alicia.
- Edison Raigosa como Gerardo.
- Marleyda Soto como Esperanza.
- Felipe Cárdenas como Manuel.

## Estilo
El ritmo de la película, que tiene relativamente poco diálogo, es descrita como lenta, para reflejar mejor el peso de la atmósfera. La película cuenta con elementos autobiográficos: rodada en el Valle del Cauca, a los pies de los Andes, de donde es originario el escritor y director de la obra, toma la temática de la ausencia, la desaparición y la separación de la familia.